# Alaska-Wühlmaus

Verbreitungsgebiet

Die Alaska-Wühlmaus (Microtus miurus) ist ein in Nordamerika lebendes Nagetier (Rodentia) aus der Familie der Wühler (Cricetidae).

## Merkmale
Die Alaska-Wühlmaus ist eine mittelgroße Wühlmaus mit kleinen behaarten Ohren, relativ langen und schmalen Krallen und einem kurzen Schwanz. Das Fell ist dicht, lang und weich. Die Oberseite ist in verschiedenen Brauntönen gefärbt. Die Intensität der Braunfärbung nimmt von Ost nach West über den Verbreitungsbereich zu. Die Unterseite ist braungrau. Der Schwanz ist kurz, stark pelzig, oberseits dunkel sowie unterseits und an den Seiten gelbbraun gefärbt. Die Schwanzlänge entspricht etwa der Länge des Hinterfußes. Die Füße sind stark pelzig und mit cremefarbenen Haaren, die über die Krallenspitzen hinausragen versehen. Zwischen den Geschlechtern besteht ein leichter Sexualdimorphismus. Die Männchen sind im Durchschnitt größer und schwerer als die Weibchen. Die  Gesamtlänge der Tiere variiert zwischen 95 und 161 Millimetern, wobei der Schwanz eine Länge zwischen 15 und 41 Millimetern erreicht. Das Gewicht variiert zwischen 11 und 60 Gramm. Die Zahnformel lautet I1/1-C0/0-P0/0-M3/3.

## Ähnliche Arten
Alaska-Wühlmäuse unterscheiden sich von anderen nördlichen Wühlmäusen durch eine ockerfarbene Färbung an den Körperausgängen, einen kurzen Schwanz, lange Krallen, cremefarbene Spitzen der Hinterfüße und eine orangefarbene Linie an den unteren Körperseiten.

## Verbreitung, Lebensraum und Gefährdung
Alaska-Wühlmäuse kommen an der Westküste sowie in Süd- und Nordalaska verbreitet vor, sie fehlen jedoch auf der Alaska-Halbinsel, den zentralen Regionen und einem Teil der Nordküste Alaskas. In Kanada umfasst ihr Verbreitungsgebiet einen Großteil des Yukon und erstreckt sich nach Osten in die westlichen Nordwest-Territorien und nach Süden in den äußersten Nordwesten von British Columbia. Sie leben typischerweise in arktischen und alpinen Tundragebieten, Weidendickichten, Fichtenwäldern und Regionen entlang von Flussufern, Seeufern und Kiesbetten. Sie können selbst in Gebieten leben, die acht Monate oder länger pro Jahr schneebedeckt sind, und sind in der Lage, sich dort mit unterirdisch gelagerter Nahrung zu versorgen. 
Die Art wird von der Weltnaturschutzorganisation IUCN als „Least Concern = nicht gefährdet“ klassifiziert.

## Lebensweise

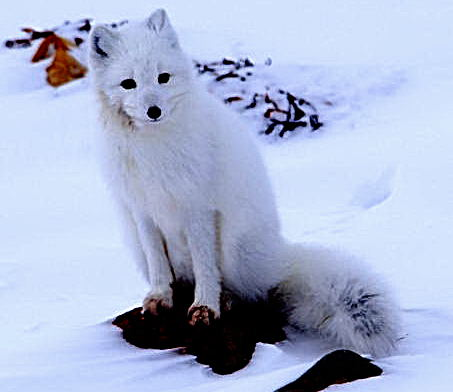
Polarfuchs, ein Hauptfressfeind

Die Alaska-Wühlmaus ist ganztägig sowie das gesamte Jahr hindurch aktiv. Sie lebt in Bauen ca. 20 Zentimeter unter der Erdoberfläche. Diese bestehen aus einer Reihe von Kammern, von denen viele zur Aufbewahrung von Nahrung für den Winter dienen und durch sehr enge Passagen miteinander verbunden sind. Diese Passagen, die normalerweise etwa 2,5 Zentimeter breit sind, erschweren jedem Tier, das größer als eine Wühlmaus ist, den Durchgang und tragen somit zum Schutz vor Raubtieren wie Wieseln bei. Die Baueingänge
sind mit den Futtergründen durch Pfade verbunden, was den Transport von Nahrung sowie die Flucht vor Fressfeinden erleichtert.
Alaska-Wühlmäuse sind in der Lage, eine Serie lauter, pulsierender hoher Töne ohne Modulation, die einem Zirpen ähneln, von sich zu geben. Im englischen Sprachgebrauch wird sie deshalb als singing vole (die singende Wühlmaus) bezeichnet. Diese Töne, die normalerweise in der Nähe eines Baueingangs erfolgen, können zur Gebietsverteidigung oder zur Warnung vor Fressfeinden dienen.
Die Brutzeit erstreckt sich von Ende Mai bis September und erreicht zwischen Ende Juni und Anfang Juli ihr Maximum. Die Weibchen werfen bis zu dreimal im Jahr. Die mittlere Wurfgröße beträgt knapp über acht Jungtiere. Alaska-Wühlmäuse ernähren sich hauptsächlich von den Blättern und Samen von Gräsern, Kräutern und Zwergsträuchern, beispielsweise von Acker-Schachtelhalm (Equisetum arvense), Alaska-Lupine (Lupinus nootkatensis), Arktischer Grau-Weide (Salix glauca), Petasites frigidus und Artemisia alaskana. Im Herbst speichern sie große Mengen getrockneter Nahrung in ihren unterirdischen Bauen für den Winter.
Da es in Alaska und Yukon nur relativ wenig Beutetiere gibt, ist die Alaska-Wühlmaus für viele Tiere als Nahrung attraktiv. So kreisen Raubmöwen (Stercorarius) wie die Falkenraubmöwe (Stercorarius longicaudus) und die Spatelraubmöwe (Stercorarius pomarinus) über die Biotope, um die Mäuse zu erbeuten. Weitere Fressfeinde sind: Silbermöwe (Larus argentatus), Sturmmöwe (Larus canus), Raufußbussard (Buteo lagopus), Sperbereule (Surnia ulula), Sumpfohreule (Asio flammeus), Schneeeule (Bubo scandiacus) und Meisenhäher (Perisoreus canadensis). Auch viele Säugetiere jagen die Alaska-Wühlmaus. Dazu zählen Polarfuchs (Vulpes lagopus), Rotfuchs (Vulpes vulpes), Mauswiesel (Mustela nivalis), Hermelin (Mustela erminea), Vielfraß (Gulo gulo) und Wolf (Canis lupus) sowie sogar der Grizzlybär (Ursus arctos horribilis). Die größeren Fleischfresser graben dabei den Boden um die Eingänge der Höhlen auf. Wenn die Mäuse dabei nicht gefangen werden, reparieren sie ihre Höhlen und Kammern wieder.